# Ceratophyllales
Ceratophyllales је један од филогенетски најстаријих редова скривеносеменица. Састоји се од једне фамилије са једним родом и две врсте водених биљака.